# Utföringstecken

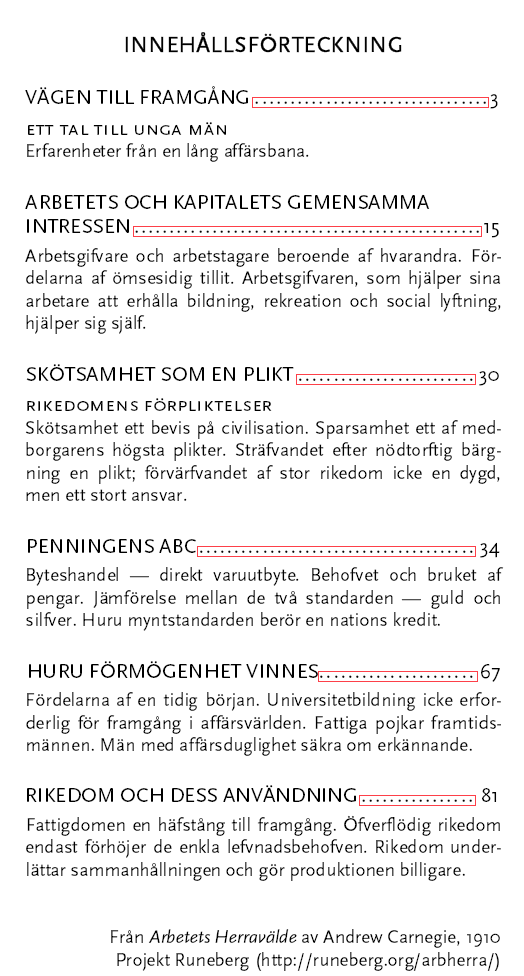
Exempel på en innehållsförteckning där utföringspunkter används som utföringstecken. Utföringspunkterna är här markerade med en röd fyrkant

Utföringstecken kallas de tecken som används främst i innehållsförteckningar, register, listor och tabeller, för att fylla ut annars tomma utrymmen, och därmed underlätta läsandet av vilken data eller vilken sidhänsvisning som hör till vilken rubrik.
I äldre matematiska texter används ibland utföringstecken för att koppla samman en ekvation och dess ekvationsnummer:
- y = 21 + x .................. (1)

I modern matematisk typografi bör detta undvikas, enligt den svenska standarden SS 03 61 07 (Grafisk teknik – Sättningsregler – Matematik och kemi).
Exempel på utföringstecken är punkter (.......), streck (-------) och linje (_________). Ibland, främst i äldre litteratur, grupperas utföringstecknen i grupper om tre, skilda åt av ett mellanrum.
Förr göts de speciella utföringstecknen i fyrkanter med tre eller fyra tecken på varje fyrkant, medan det idag i regel finns speciella funktioner i moderna ordbehandlingsprogram som underlättar skapandet av utföringstecken.
Antalet utföringstecken varierar eftersom i regel symmetri eller en rak höger- och vänstermarginal eftersträvas.